# Asia (romersk provins)
 For alternative betydninger, se Asia. (Se også artikler, som begynder med Asia)
Den romerske provins Asia var en administrativ enhed, der sent blev tilføjet til den romerske republik. Det var en senatorial provins, styret af en prokonsul. Denne styreform blev først ændret i reorganisationen af Romerriget i 221.
Antiochus III den Store skulle give Asia, da romerne knuste hans hær i det historiske slag i 190 f.v.t. Efter tilblivelsen af fredsaftalen i Apamea i 188 f.v.t kom hele territoriet under romersk herredomme. Det blev givet til en underkonge i Pergamon, en romersk vasal.
I 133 f.v.t, havde kong Attalus III af Pergamon ingen arvinger og overdrog han sit kongerige til Rom. Efter nogen tøven, blev den romerske provins Asia Proconsilaris oprettet, det indbefattede regionerne Mysien, Lydien, Karien og Frygien.
Asias største byer, som Efesos og Pergamon, var blandt Romerrigets største metropoler.
Efter 326, da kejser Konstantin I flyttede hovedstaden til Byzantium, der blev opkaldt efter ham. Da blev provinsen Asia mere centralt placeret end før, og den forblev et centrum for romersk og hellenistisk kultur i Østen i mange århundrede fremover. Territoriet forblev en del af det byzantiske rige indtil det 15. århundrede.
38°24′N 28°18′Ø / 38.4°N 28.3°Ø